# Lymantriades xuthocloea
Lymantriades xuthocloea är en fjärilsart som beskrevs av Collenette 1932. Lymantriades xuthocloea ingår i släktet Lymantriades och familjen tofsspinnare. Inga underarter finns listade i Catalogue of Life.